# Горев, Александр Александрович
Александр Александрович Го́рев (1884—1953) — советский электротехник. Лауреат Сталинской премии.

## Биография
Окончил реальное училище (1902) и электромеханическое отделение (факультет) Петербургского политехнического института (1907), получив диплом под номером 1.
Работал там же: лаборант (так назывались тогда преподаватели, руководившие лабораторными занятиями), с 1919 профессор.
Одновременно вёл инженерную работу. Участвовал в реализации проектов ГОЭЛРО. Был председателем электроплана Главэлектро, членом Госплана.
Арестован 23 сентября 1930 года. Приговорен 18 марта 1931 года к 10 годам лагерей. Постановлением от 28.11.1932 условно досрочно освобождён.
Вернулся на работу в ЛПИ, заведовал кафедрой техники высоких напряжений. Одновременно с 1933 консультант Средволгостроя и затем Гидроэнергопроекта. С 1934 года научный руководитель лаборатории высокого напряжения имени А. А. Смурова. Доктор технических наук (1935). В 1938 г. восстановлен в звании профессора.
В 1936 году опубликовал монографию «Основные уравнения неустановившегося режима синхронной машины», в 1950 году — «Переходные процессы синхронной машины».

## Награды и премии
- Сталинская премия второй степени (1948) — за разработку метода и создание установки для испытания высоковольтной аппаратуры
- орден Ленина.

## Научные труды
- К вопросу об изоляции линий высокого напряжения, М., 1922;
- Высоковольтные линии передачи электрической энергии. (Электрический расчет), Л., 1927;
- Введение в теорию устойчивости параллельной работы электрических станций, ч. 1, Л., 1935;
- Импульсные характеристики больших искровых промежутков. [Доклад], М., 1948 (совм. с А. М. Залесским и Б. М. Рябовым);
- Переходные процессы синхронной машины, Л.—М., 1950.

## Память
Его именем названы высоковольтный колебательный контур, уравнения синхронной электрической машины, кафедра и лаборатория техники высоких напряжений.